# Sparatoria di Hide Park
La sparatoria di Hide Park (nota anche come massacro di Newton) è stato un conflitto a fuoco scoppiato nella notte tra il 19 ed il 20 agosto 1871 a Newton (Kansas). 
Lo scontro provocò un numero di vittime notevole (presumibilmente 13) neanche per quei tempi e fece molto scalpore tra i contemporanei ma, in seguito, il ricordo venne offuscato da episodi divenuti ben più noti, come la sparatoria all'O.K. Corral o la cattura degli uomini della Banda Dalton, caratterizzati dalla presenza di famosi personaggi dell'epoca del Far West, rimasti scolpiti nell'immaginario collettivo e, in seguito, ripresi anche dall'industria cinematografica.

## Lo scenario
Nel 1871 nella città di Abilene, in seno alle autorità locali, era in discussione se continuare a concedere l'accesso alla città e al suo scalo ferroviario agli allevatori di bestiame del Texas per il trasporto delle mandrie verso le città del nord e dell'est del paese. Al seguito delle mandrie e delle centinaia di migliaia di capi di bestiame all'anno (nel 1871 nella città giunsero circa 700.000 capi di bestiame per essere caricati sui treni), in città giungevano centinaia di cowboy in cerca di baldorie e divertimenti, sorsero quindi un gran numero di locali per lo spettacolo e il gioco e questi, a loro volta, richiamarono orde di giocatori d'azzardo, prostitute, ladri di bestiame e uomini violenti. Tutto ciò contribuì a innescare un'escalation di violenza, a cui i cittadini di Abilene chiedevano fosse messo fine.

Nel frattempo la Ferrovia di Santa Fe estese la sua linea fino a Newton, e la città conobbe un'immediata espansione urbanistica e demografica, diventando l'alternativa ad Abilene come capolinea della pista Chisholm. 

Ben presto anche a Newton sorsero un gran numero di saloon, case da gioco e bordelli e così, come per altre città, da ogni parte del paese giunsero in città gli stessi fuorilegge, ladri di bestiame, giocatori d'azzardo, prostitute e uomini violenti, richiamati dalla prospettiva di far soldi alle spalle dei cowboy. Inoltre in quei tempi era in discussione la proposta di creare una nuova contea in Kansas e Newton si candidò a diventarne il capoluogo. Questo diede origine ad accesi dibattiti tra gli abitanti locali, facendo salire le tensioni in città.

## L'omicidio di Bill Bailey
Tutto ebbe inizio a causa dei contrasti fra due sceriffi cittadini: Billy Bailey, un cowboy del Texas, arrivato a Newton insieme con una delle tante mandrie di bestiame, e Mike McCluskie, un rude irlandese dell'Ohio, giunto nel Kansas grazie al suo lavoro di poliziotto notturno per la Ferrovia di Santa Fe. In quei giorni, entrambi gli uomini erano stati assunti dalle autorità di Newton come poliziotti speciali per mantenere l'ordine nella città durante il periodo preelettorale in vista delle elezioni di agosto. Pur lavorando in coppia, McCluskie e Bailey ebbero subito accesi contrasti a causa delle rispettive personalità e delle diverse opinioni politiche.

La vicenda assunse risvolti drammatici il giorno 11 agosto 1871. Già nel corso della giornata i due uomini avevano avuto animate discussioni in materia di politica locale. Alla sera i due si ritrovarono al Red Front Saloon e una delle loro solite discussioni ben presto divenne più violenta del solito. All'inizio si trattò di una semplice scazzottata ma Bailey venne buttato fuori dal locale da McCluskie il quale, una volta all'aperto, estrasse la sua pistola e sparò due colpi. Il primo andò a vuoto ma il secondo colpì Bailey in pieno petto. A causa delle ferite Bailey morì il giorno dopo.

McCluskie si diede immediatamente alla fuga per evitare l'arresto, ma tornò a Newton pochi giorni più tardi, dopo aver saputo che la sparatoria sarebbe stata considerata legittima difesa.

## Il massacro di Hide Park
Nei giorni successivi, alcuni cowboy texani amici di Bailey, decisero di vendicarsi del suo assassino. Nella tarda serata del 19 agosto 1871,  McCluskie entrò al Tuttle's Dance Hall, che si trovava in una zona della città chiamata Hide Park, accompagnato da un amico di nome Jim Martin. I due si sedettero a un tavolo da gioco in un angolo della sala. Nel saloon era già presente James Riley, un giovane di 18 anni, malato di tubercolosi e grande amico di McCluskie al punto da meritarsi il soprannome di McCluskie's Shadow (cioè L'ombra di McCluskie).

Dopo la mezzanotte, tre cowboy texani (Billy Garrett, Henry Kearnes e Jim Wilkerson) amici del defunto Billy Bailey, entrarono nella sala da ballo. Tutti e tre gli uomini erano armati. Garrett e Kearnes andarono al bar mentre Wilkerson si sedette al tavolo da gioco dov'era seduto McCluskie. Poco dopo la mezzanotte Hugh Anderson, un altro cowboy texano figlio di un ricco allevatore di bestiame di Bell County (Texas), entrò nella sala da ballo impugnando una pistola e si diresse verso McCluskie. Jim Martin balzò in piedi, nel tentativo di evitare lo scontro, ma Anderson lo ignorò e fece fuoco. McCluskie cercò di rispondere al fuoco ma la sua pistola fece cilecca, fu colpito al collo e cadde riverso sul pavimento mentre Anderson gli sparò ancora colpendolo diverse volte nella schiena. Udendo il rumore degli spari, molti dei presenti nella sala credettero che si stesse celebrando una festa e incominciarono a sparare in aria. Anche Kearns, Garrett e Wilkerson incominciarono a sparare, forse per tenere indietro la folla.

Vicino alla porta si trovava James Riley e, dopo aver assisitito all'omicidio del suo amico McCluskie, estrasse le sue due pistole per aprire il fuoco contro i texani. Ma Riley non era mai stato coinvolto in uno scontro a fuoco prima di allora e, probabilmente, non potendo vedere nella stanza piena di fumo, incominciò a sparare alla cieca colpendo indiscriminatamente i presenti.

Jim Martin venne raggiunto da un colpo al collo mentre fuggiva fuori dal saloon e morì lungo la strada, sui gradini della Krum's Dance Hall. Billy Garrett, colpito alla spalla e al torace, morì poche ore dopo. Anche il suo amico Henry Kearnes venne ferito a morte ma morì dopo una settimana. Jim Wilkerson venne colpito al naso e alla gamba, ma si riprese dalle ferite. Hugh Anderson venne raggiunto da due colpi alla gamba ma si riprese anch'egli. Un altro cowboy texano, il cui nome rimase sconosciuto, venne colpito e morì sul colpo. Altri clienti presenti all'interno del saloon furono colpiti dalle pallottole vaganti esplose dalle pistole di Riley. Tra questi un frenatore della Santa Fe Railroad di nome Patrick 'Pat' Lee, venne colpito allo stomaco e morì due giorni dopo. Un altro dipendente della Ferrovia di Santa Fe di nome Hickey, venne ferito in maniera non grave al polpaccio. Prima ancora che il fumo si fosse diradato, il giovane James Riley riuscì a uscire dalla sala dileguandosi e nessuno seppe mai più nulla di lui. Sul pavimento del locale vi erano i corpi di 5 uomini mentre altri sei rimasero feriti.

Più tardi, quello stesso quel giorno, fu emesso un mandato di arresto per Hugh Anderson ma, nei giorni successivi, suo padre e un suo amico contrabbandiere riuscirono a farlo salire su un treno diretto a Kansas City. In seguito Anderson fece ritorno nel Texas e non venne mai sottoposto a processo per l'omicidio di McCluskie. Ma la vicenda era tutt'altro che conclusa.

## L'epilogo finale
Arthur McCluskie, fratello di Mike, era intenzionato a vendicare l'omicidio del fratello e, per due anni, con alcuni suoi amici diede la caccia a Hugh Anderson che, nel frattempo, era nascosto al sicuro in Texas. Ma nel 1873 Anderson commise l'errore di tornare in Kansas, e venne rintracciato a Medicine Lodge dove lavorava come barista presso l'Harding Trading Post. Il 4 luglio 1873 Arthur McCluskie inviò un uomo per invitare Anderson a un duello, dandogli la possibilità di scegliere l'arma da utilizzare (pistola o coltello). Anderson scelse le pistole, uscì dal locale e si diresse nel luogo indicato. I due uomini si affrontarono a colpi di arma da fuoco senza tuttavia che nessuno dei due riuscisse a colpire l'altro. Dopo aver scaricato le armi, i due si affrontarono con i coltelli. Il duello si concluse con la morte di entrambi.

## Kinch
Lo scrittore Matthew Braun nel romanzo Kinch offre una spiegazione alle dinamiche che portarono e che seguirono la sparatoria. Secondo l'autore, in base a testimonianze dell'epoca, il responsabile della vicenda va ricercato in un ragazzo conosciuto col nome di Kinch Riley.